# Triều Pagan
Triều Pagan (Hán-Việt: Bồ Cam 蒲甘) là vương triều đầu tiên thống nhất các vùng lãnh thổ mà ngày nay là Myanmar. Triều đại này tồn tại 243 năm (1044 - 1287), đóng đô ở Pagan (nay là thành phố Bagan), thống trị vùng lưu vực sông Ayeyarwaddy và ngoại vi của nó, đặt nền móng cho sự phát triển của ngôn ngữ, văn hóa Myanmar, sự bành trướng của dân tộc Miến ở Thượng Miến, và sự phát triển của Phật giáo Thượng toạ bộ tại Myanmar và cả lục địa Đông Nam Á.
Triều Pagan sụp đổ năm 1287 do cuộc xâm lược của quân Nguyên Mông. Sau khi Triều Pagan diệt vong, Myannma lại rơi vào tình trạng chia cắt và phân tranh cho đến tận giữa thế kỷ 16.

## Lịch sử

### Khởi nguyên

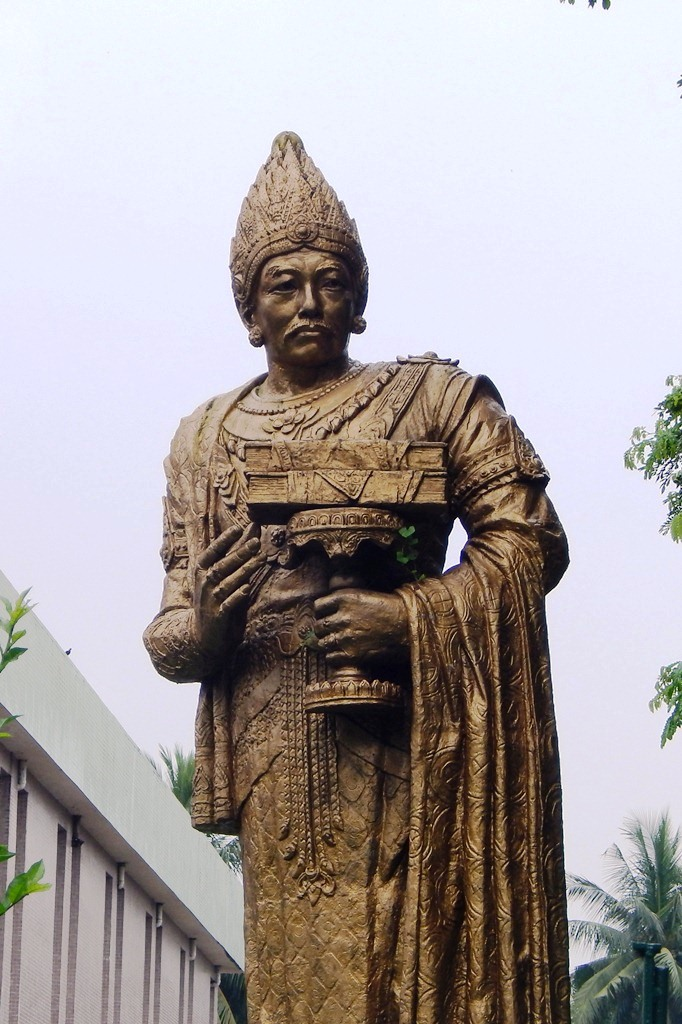
Vua Anawrahta, vị vua sáng lập nên Đế chế Pagan, và thống nhất các vùng lãnh thổ tương đương Myanmar ngày nay.

Khởi nguyên của vương quốc Pagan đã được tái xây dựng lại dựa trên bằng chứng khảo cổ học, cũng như ghi chép lịch sử và truyền miệng. Có sự khác biệt lớn tồn tại giữa quan điểm hiện đại và các nguồn lịch sử dân gian.

### Truyền thuyết dân gian
Các ghi chép của người Miến không thống nhất về khởi nguyên của vương quốc Pagan. Ghi chép vào thế kỷ 18 truy về năm 167, người con của thần mặt trời và bà chúa rồng đã lập ra vương quốc Pagan.
Vào thế kỷ 19, cuốn quốc sử của triều Konbaung là Hmannan Maha Yazawindawgyi đã kết nối nguồn gốc của vương quốc Pagan tới dòng dõi của Thích Ca Mâu Ni và là con cháu của vị vua đạo Phật đầu tiên Maha Sammata. Hmannan Maha Yazawindawgyi.
Theo đó thị tộc Sakya đã theo hoàng tử Abhiyaza của vương quốc Kosala rời bỏ quê hương năm 850 TCN sau thất bại chiến tranh với vương quốc Panchala kế bên. Họ đã lập nên vương quốc Tagaung tại vùng thượng Miến ngày nay. Cuốn sử này không xác nhận vị hoàng tử này đã đi đến vùng đất không người ở, mà chỉ đề cập rằng ông là vị vua đầu tiên.
Abhiraja có hai người con trai, người con lớn là Kanyaza Gyi phiêu lưu về phía Nam thành lập vương quốc Arakan vào năm 825. Người con nhỏ thừa kế nghiệp vua của cha, và theo đó là 31 vị vua của triều đại này và triều đại khác với 17 vị vua.
Năm 483 TCN, dòng dõi nhà Tagaung tiếp tục đi xa hơn về phía Nam châu thổ Irrawaddy và thành lập vương quốc Sri Ksetra. Sri Ksetra tồn tại trong suốt 6 thế kỷ và kế thừa nó là triều Pagan. Cuốn sử đã ghi lại rằng năm 107 Thamudarit, cháu của vị vua cuối cùng của Sri Ksetra đã gây dựng nên thành phố Pagan (Tên chính thức: Arimaddana-pura. Nghĩa là: Thành phố đè bẹp mọi kẻ thù).

### Tái cấu trúc thông tin lịch sử
Với những tiếp cận hiện đại, nguồn gốc triều đại Pagan được cho rằng thành lập bởi người Miến đến từ vương quốc Nam Chiếu vào nửa cuối thế kỷ thứ 9. Những sự kiện lịch sử đầu tiên được ghi chép trong biên niên sử là lịch sử và truyền thuyết của người Pyu, những người định cư đầu tiên được ghi nhận. Những vị vua Pagan đã coi lịch sử của người Pyu là một phần lịch sử của mình.
Thực vậy, các học giả châu Âu trong giai đoạn Người Anh thống trị Miến Điện đã nghi vấn, và gạt bỏ hoàn toàn những truyền thuyết lịch sử của người Miến, truyền thuyết này có phần giống với truyền thuyết từ Sanskrit hay Pali của người Ấn Độ. Những ghi chép trong Abhiraja như là 1 nỗ lực nhằm gắn kết nhà vua với Đức Phật. Họ nghi ngờ tính cổ xưa của những ghi chép sử này và loại bỏ tính khả thi của sự xuất hiện bất cứ nền văn minh nào trước năm 500 tại Miến Điện.

### Pagan giai đoạn đầu
Những bằng chứng hiện đại cho thấy sự xâm nhập của người Miến vào vương quốc Pyu diễn ra từ từ. Không tìm thấy dấu hiệu rõ ràng nào về sự xung đột lật độ tại vùng của người Pyu. Thí nghiệm Cacbon phóng xạ cho thấy hoạt động con người tồn tại đến khoảng năm 870 tại Halin. Thành phố của người Pyu đã từng bị phá hủy bởi cuộc tấn công của người Nam Chiếu năm 832. Vùng đất này đã hứng các đợt sóng di cư của người Miến đến định cư vào nửa cuối thế kỷ thứ 9, có thể vẫn còn tiếp tục đến thế kỷ thứ 10.
Biên niên sử của người Miến đã ghi chép lại rằng vương quốc được thành lập vào thế kỷ thứ 2. Ban đầu nó là 1 vương quốc nhỏ bé, với thủ đô tọa lạc tại Arimaddana Pura, Thiri Pyissaya, Tampawaddy và đến năm 849 thì thủ đô chuyển về Pagan. Thị quốc Pagan được thành lập vào giữa thế kỷ thứ 9 bởi người Miến di cư từ vương quốc Nam Chiếu.
Người Miến tại Pagan đã phát triển hệ thống tưới tiêu, trồng trọt. Thị quốc này là một trong nhiều thị quốc cạnh tranh nhau của vương quốc Pyu cho đến cuối thế kỷ thứ 10 khi thị quốc này bắt đầu xâm chiếm các thị quốc xung quanh. Vào thời kỳ 1050-1060 đã xảy ra sự mở rộng mau chóng khi vua Anawrahta Minsaw lập nên đế quốc Pagan. Đế quốc đầu tiên thống nhất được vùng châu thổ sông Ayeyarwaddy và các vùng lãnh thổ lân cận.
Lịch sử Triều Pagan chính thức bắt đầu vào khoảng năm 849 khi một vị vua người Miến cho xây thành bao ở đây. Trong hai trăm năm kế tiếp, vương quốc Pagan dần dần lớn mạnh và thâu tóm các khu vực lân cận. Năm 1057, vua Anawrahta chinh phục vương quốc Ramannadesa (hay vương quốc Thaton) của người Môn ở Hạ Miến. Những vị vua nhà Pagan tiếp theo đã mở rộng ảnh hưởng của họ xa hơn nữa về phía nam tới phần phía bắc bán đảo Mã Lai, về phía đông tới tận sông Thanlwin và có thể xa hơn thế, về phía bắc tới tận gần biên giới Myanmar-Trung Quốc hiện nay, và phía tây tới tận vùng đất của người Arakan và người Chin. Các sử ký của Myanmar thậm chí còn ghi rằng các vua Triều Pagan đã vươn thế lực tới toàn bộ đồng bằng sông Chao Phraya và tới tận eo biển Malacca. Có thể nói, vào giữa thế kỷ 12, phần lớn lục địa Đông Nam Á nằm dưới sự kiểm soát ở những mức độ nào đó hoặc của Đế quốc Khmer hoặc của Pagan.
Ngôn ngữ và văn hóa Miến dần dần thống trị ở miền bắc đồng bằng Ayeyarwaddy; và vào khoảng cuối thế kỷ 12, đã lấn át cả ngôn ngữ và văn hóa Pyu, Môn và Pali. Phật giáo bắt đầu lan rộng đến các thôn xóm mặc dù Phật giáo Đại thừa, Mật tông, Bà la môn, và bái vật giáo vẫn còn bám chắc ở tất cả các tầng lớp xã hội. Trong thời gian từ giữa thế kỷ 11 đến thế kỷ 13, các vua Pagan đã cho xây dựng hơn 10.000 ngôi chùa trong vùng kinh đô. Khoảng 3.000 trong số đó vẫn còn cho tới ngày nay. Các phú hộ cũng rất tích cực cúng dường bằng đất đai. Đất đai của nhà chùa lại không bị đánh thuế.
Vương quốc Pagan bắt đầu suy thoái từ thế kỷ 13. Một trong những nguyên nhân quan trọng là việc dồn quá nhiều nguồn lực cho xây dựng các công trình tôn giáo. Vào những năm 1280, có tới hai phần ba số đất canh tác miễn thuế ở Thượng Miến đã bị chuyển cho tôn giáo, vì thế làm giảm bổng lộc của quan lại và giới quân sự, cũng có nghĩa là làm giảm lòng trung thành của họ đối với hoàng tộc. Điều này tạo nên những vòng xoáy bất lợi gồm những rối loạn bên trong và các thách thức bên ngoài từ người Môn, Nguyên Mông và Shan.
Bắt đầu từ đầu thế kỷ 13, người Shan bắt đầu bao vây vương quốc Pagan từ phía bắc và phía đông. Người Mông Cổ, sau khi chinh phục Nam Chiếu, quê hương cũ của người Miến, vào năm 1253, bắt đầu xâm lược Myanmar vào các năm 1277 và năm 1287, triệt phá kinh đô Pagan, kết thúc 250 năm cai trị của Triều Pagan ở đồng bằng Ayeyarwaddy và xung quanh. Myanmar sau đó rơi vào tình trạng chia cắt suốt 250 năm.
Trong xã hội Pagan, phụ nữ đóng vai trò quan trọng. Họ làm người đứng đầu các thôn xóm, quan lại triều đình, thợ thủ công, người cho vay, học giả và tu sĩ Phật giáo. Hoàng hậu Pwa Saw, vợ vua Uzana, được xem là người có công lớn trong việc điều hành đất nước suốt 40 năm trời vào thời kỳ đầy khó khăn của Pagan khi phải đối mặt với nạn ngoại xâm và rối loạn chính trị bên trong.

## Danh sách các vua Pagan

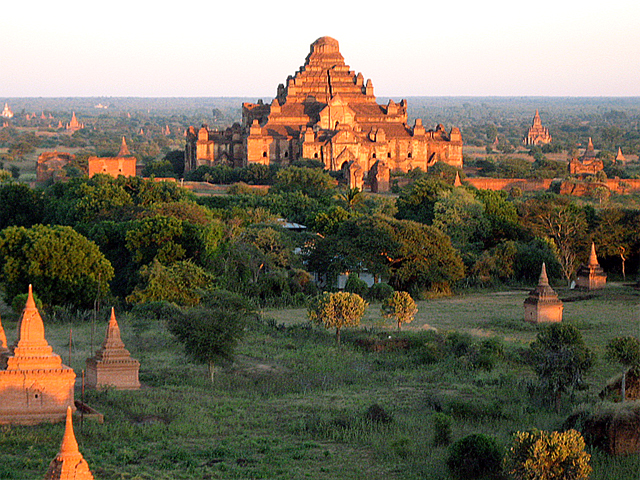
Quang cảnh thành phố Bagan, từng là kinh đô của Pagan.

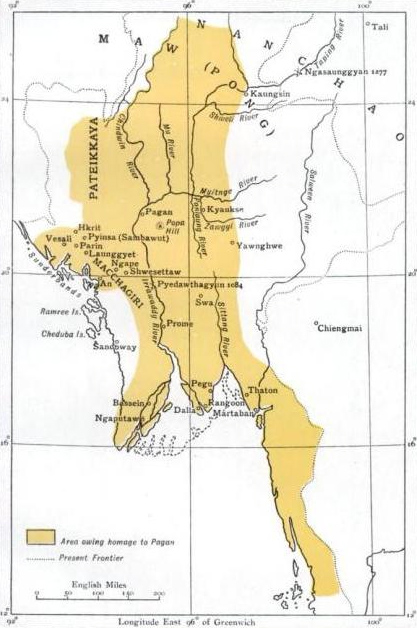
Phạm vi ảnh hưởng của vương quốc Pagan.

1. Pyinbya, trị vì từ năm 846 đến năm 878
2. Tannet, 878–906
3. Sale Ngahkwe, 906–915
4. Theinhko, 915–931
5. Nyaung-u Sawrahan, 931–964
6. Kunhsaw Kyaunghpyu, 964–986
7. Kyiso, 986–992
8. Sokkate, 992–1044
9. Anawrahta, 1044–1077
10. Sawlu, 1077–1084
11. Kyanzittha, 1084–1112
12. Alaungsithu, 1112–1167
13. Narathu, 1167–1170
14. Naratheinkha, 1170–1173
15. Narapatisithu, 1173–1210
16. Htilominlo, 1210–1234
17. Kyaswa, 1234–1250
18. Uzana, 1250–1254
19. Narathihapate, 1254–1287
20. Kyawswa, 1287–1298
21. Sawhnit, 1298–1312
22. Uzana II, 1312–1325